# 12 février 1924
Le mardi 12 février 1924 est le 43e jour de l'année 1924.

## Naissances
- Costanzo Costantini (mort le 8 mars 2014), journaliste et écrivain italien
- Dhirendra Brahmachari (mort le 9 juin 1994), mentor yoga indien
- Hélène Péras, poétesse française
- Pierre Faucheux (mort le 16 décembre 1999), typographe et graphiste français
- Pierre Mirat (mort le 16 juillet 2008), comédien
- Vincent Daniel Roth (mort le 27 juillet 1997), arachnologiste américain

## Décès
- Boris Edwards (né le 8 juin 1860), sculpteur russe d'origine anglaise
- Ernest Joy (né le 20 janvier 1878), acteur américain
- Pitre de Lisle du Dréneuc (né le 24 avril 1846), érudit breton, archéologue et conservateur de musée français

## Événements
- Calvin Coolidge est le premier président américain à prononcer un discours politique à la radio.
- Fin du séparatisme rhénan : Quarante séparatistes rhénans sont massacrés à Pirmasens, une petite ville proche de la frontière française.
- Première à New York de Rhapsody in Blue de George Gershwin.
- Le sarcophage du pharaon Toutânkhamon est ouvert, 15 mois après sa découverte, en Égypte, par l'équipe de Howard Carter.
- Création du quotidien italien L'Unità